# Joel Baden
Joel Baden (né le 1er février 1996 à Geelong, dans le Victoria) est un athlète australien, spécialiste du saut en hauteur.

## Carrière
Le 18 octobre 2014, il franchit 2,29 m à Melbourne ce qui le qualifie pour les Championnats du monde de 2015 à Pékin.
En juin 2016, il égale cette mesure à Cairns, ce qui le qualifie pour les Jeux olympiques de Rio.

## Palmarès
| Date | Compétition                   | Lieu           | Résultat | Marque |
| ---- | ----------------------------- | -------------- | -------- | ------ |
| 2014 | Championnats du monde juniors | Eugene         | 8e       | 2,17 m |
| 2015 | Championnats du monde         | Pékin          | qual.    | 2,26 m |
| 2016 | Jeux olympiques               | Rio de Janeiro | qual.    | 2,17 m |
| 2019 | Championnats d'Océanie        | Townsville     | 3e       | 2,14 m |
| 2022 | Championnats du monde         | Eugene         | 10e      | 2,27 m |

## Records
| Épreuve         | Marque | Lieu      | Date        |
| --------------- | ------ | --------- | ----------- |
| Saut en hauteur | 2,33 m | Melbourne | 4 mars 2023 |